# Mnisztwo
Mnisztwo (früher auch Mnichy, deutsch Mönichhof) ist ein Stadtteil von Cieszyn im Powiat Cieszyński der Woiwodschaft Schlesien in Polen.

## Geographie
Mnisztwo liegt im Schlesischen Vorgebirge (Pogórze Śląskie), etwa zwei Kilometer südöstlich des Stadtzentrums, an der Bahnstrecke Bielsko-Biała–Cieszyn.
Vor der Eingemeindung hatte das Dorf eine Fläche von etwa 185 ha. Nachbarorte: Bobrek im Westen, Gułdowy im Nordosten, Puńców und Dzięgielów im Süden.

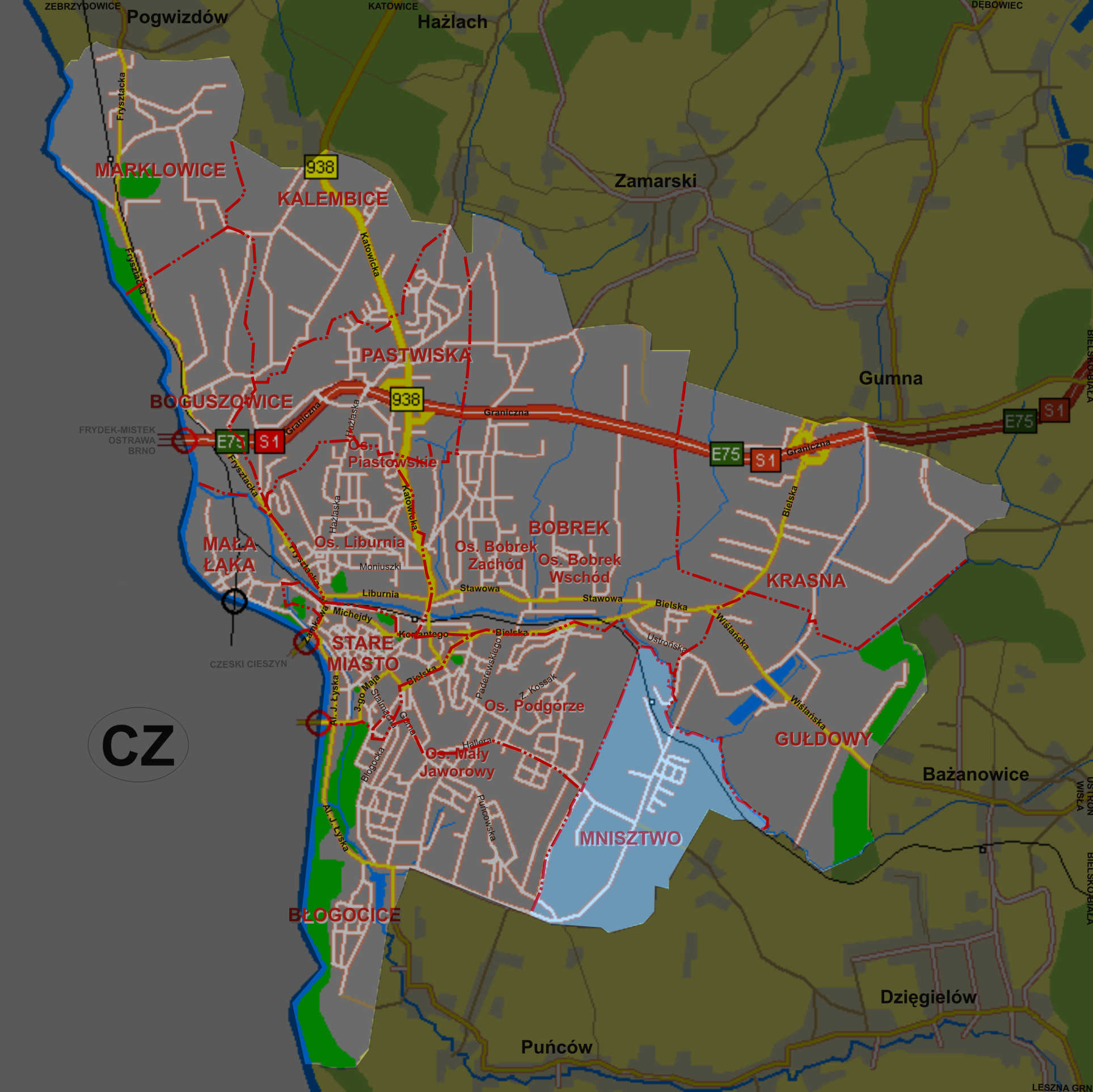
Lage von Mnisztwo in Cieszyn

## Geschichte
Schon im Mittelalter erhielten die Dominikaner aus Teschen diesen Grund. In der Zeit der Reformation wurde er vom Herzog Wenzel III. weggenommen. Der Ort wurde im Jahre 1577 als na Mnystwie erstmals urkundlich erwähnt. 1610 wurde der Vorwerk (folwark slove Mniżsky, 1650) vom Herzog Adam Wenzel den Teschenen Bürgern zugeteilt und dann wieder den dominikanischen Rückkehrern. Um 1775 wurde der Vorwerk parzelliert und dann wurde er als Moenchhof oder Moennich- auch Minichhof (1804), [...] Mönichhof slavisch [...] Mnisztwo (1836) oder Mnichy (1900) genannt. Der Name ist abgeleitet von den Urbesitzern, polnisch mnich, deutsch Mönch.
Politisch gehörte das Dorf ursprünglich zum Herzogtum Teschen, die Lehensherrschaft des Königreichs Böhmen, und seit 1526 gehörte es zur Habsburgermonarchie.
Nach der Aufhebung der Patrimonialherrschaften bildete es ab 1850 eine Gemeinde in Österreichisch-Schlesien, Bezirk Teschen und Gerichtsbezirk Teschen. In den Jahren 1880–1910 stieg die Einwohnerzahl von 260 im Jahr 1880 auf 422 im Jahr 1910, es waren überwiegend polnischsprachige (zwischen 91,2 % und 96,2 %), auch tschechischsprachige (am meisten 20 oder 6,3 % im Jahr 1900) und  deutschsprachige (am meisten 10 oder 3,4 % im Jahr 1890). Im Jahre 1910 waren 58,8 % römisch-katholisch, 41,2 % evangelisch.
1920, nach dem Zusammenbruch der k.u.k. Monarchie und dem Ende des Polnisch-Tschechoslowakischen Grenzkriegs, wurde Mnisztwo ein Teil Polens. Unterbrochen wurde dies nur durch die Besetzung Polens durch die Wehrmacht im Zweiten Weltkrieg.
Mnisztwo wurde 1973 als Stadtteil Cieszyns eingemeindet.

## Sehenswürdigkeiten
- Alte Friedhofskirche, gebaut 1900

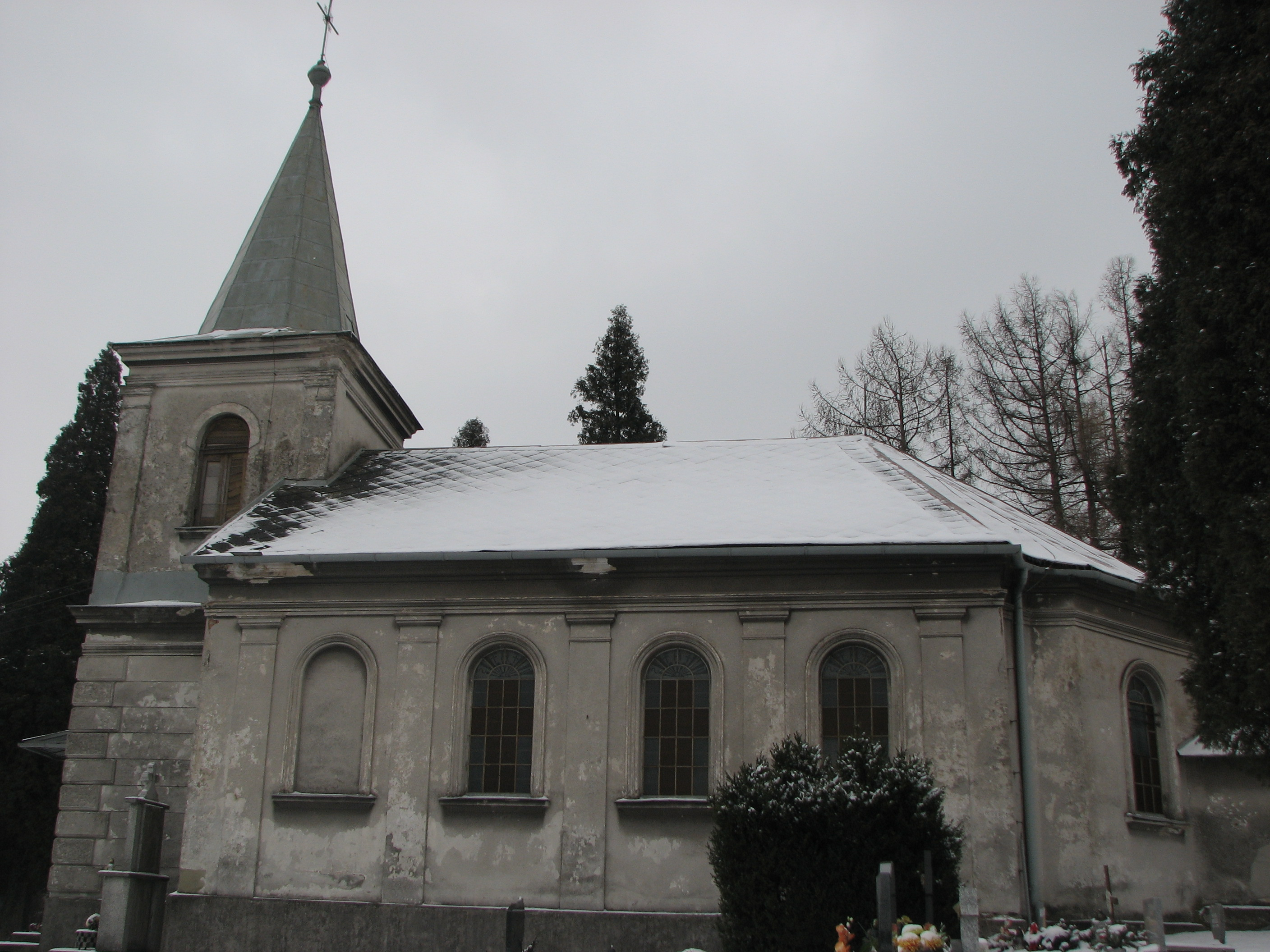
Alte Kirche
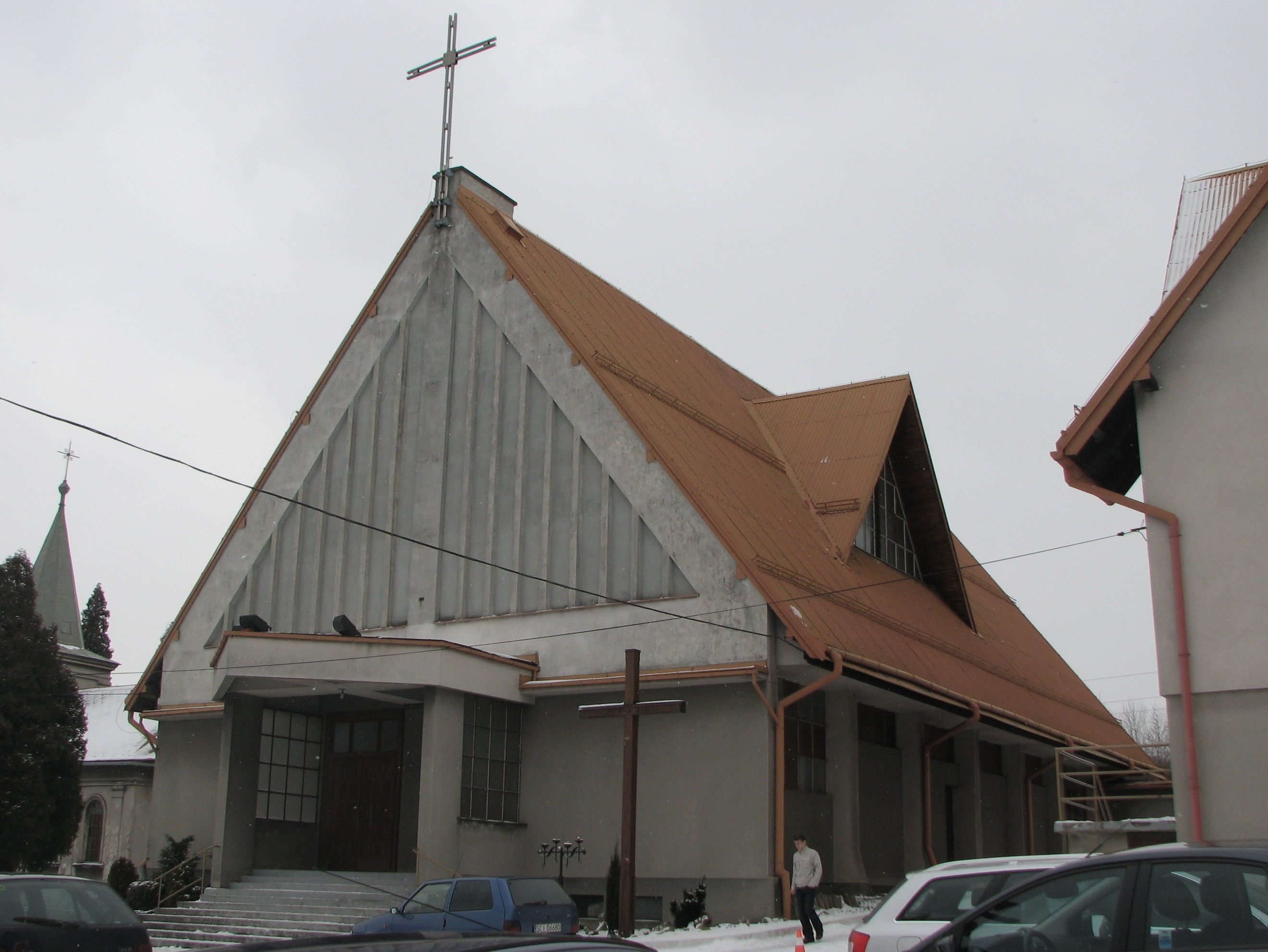
Neue Kirche (gebaut 1992)
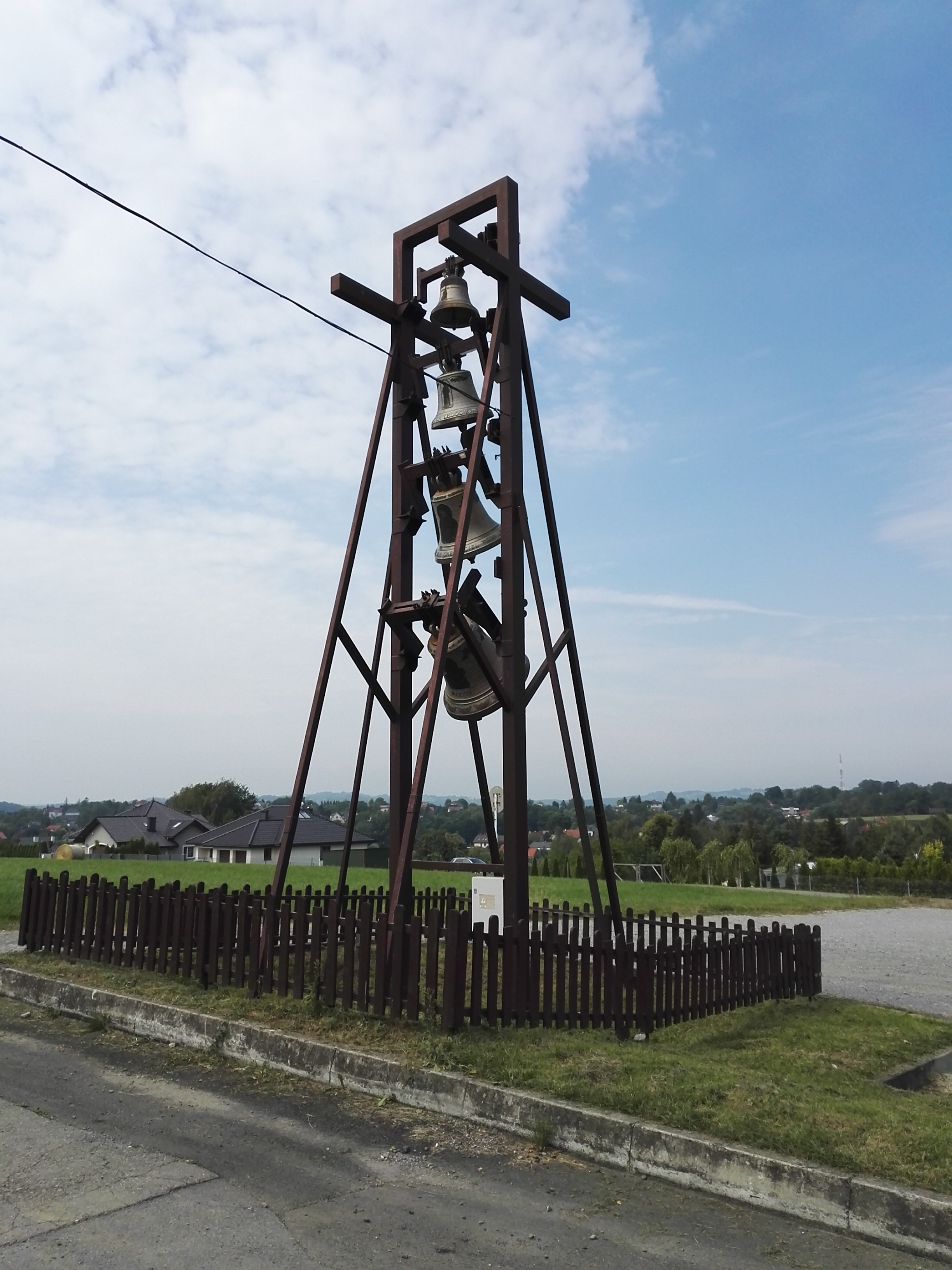
Glockenturm